# Club Deportivo Huachipato
Il Club Deportivo Huachipato è una società calcistica cilena, con sede a Talcahuano. Milita nella Liga Chilena de Fútbol Primera División, la massima serie del calcio cileno.

## Storia
Fondato nel 1947, ha vinto due volte il campionato nazionale e ha raggiunto la finale della Coppa del Cile in due occasioni: nel 1989 e nel 2014. Nel 2021 è arrivato 16° in campionato, rischiando di retrocedere in Serie B cilena, ma alla fine la sua retrocessione non è avvenuta, infatti, nel 2022 rimarrà nella prima divisione del calcio cileno, la Liga Chilena de Fútbol Primera División.

## Rosa 2018-2019
| N. |                      | Ruolo | Calciatore        |
| -- | -------------------- | ----- | ----------------- |
| 1  | Cile (bandiera)      | P     | Yerko Urra        |
| 3  | Cile (bandiera)      | D     | Ignacio Tapia     |
| 4  | Perù (bandiera)      | C     | Piero Vivanco     |
| 5  | Argentina (bandiera) | D     | Nicolás Ramírez   |
| 6  | Cile (bandiera)      | C     | Claudio Sepúlveda |
| 7  | Cile (bandiera)      | C     | Leonardo Povea    |
| 8  | Cile (bandiera)      | C     | César Valenzuela  |
| 9  | Venezuela (bandiera) | A     | Anthony Blondell  |
| 10 | Venezuela (bandiera) | C     | Yeferson Soteldo  |
| 11 | Paraguay (bandiera)  | A     | Cris Martínez     |
| 12 | Cile (bandiera)      | P     | Brayan Manosalva  |
| 13 | Cile (bandiera)      | C     | José Rojas        |
| 14 | Cile (bandiera)      | D     | Claudio Jopia     |
| 15 | Canada (bandiera)    | D     | Juan Córdova      |
| 16 | Cile (bandiera)      | D     | José Bizama       |

| N. |                      | Ruolo | Calciatore         |
| -- | -------------------- | ----- | ------------------ |
| 17 | Cile (bandiera)      | D     | Cristián Gutiérrez |
| 18 | Cile (bandiera)      | C     | Joaquín Verdugo    |
| 19 | Argentina (bandiera) | D     | Federico Pereyra   |
| 20 | Cile (bandiera)      | C     | Javier Altamirano  |
| 21 | Cile (bandiera)      | C     | Sebastián Martínez |
| 22 | Cile (bandiera)      | A     | Felipe Barrientos  |
| 23 | Cile (bandiera)      | C     | Nicolás Baeza      |
| 25 | Cile (bandiera)      | P     | Gabriel Castellón  |
| 26 | Cile (bandiera)      | D     | Eric Ahumada       |
| 27 | Cile (bandiera)      | D     | Mathías López      |
| 28 | Paraguay (bandiera)  | A     | Leonardo Sánchez   |
| 30 | Cile (bandiera)      | C     | Mauricio Godoy     |
| 31 | Cile (bandiera)      | A     | Bastián Solano     |
| 36 | Cile (bandiera)      | C     | Jonathan Riquelme  |
| 37 | Cile (bandiera)      | C     | Carlo Villanueva   |

## Giocatori celebri
- Luis Ceballos
- Wilson Contreras
- Felipe Núñez
- Cristián Uribe
- Federico Bongioanni
- Sergio Bufarini
- Rubén Cousillas
- Sergio Díaz
- Pedro González Pierella
- Juan José Urruti
- Hiroki Uchida
- Pablo Caballero
- Carlos Aguiar
- Carlos Barcos
- Hugo Rivero
- Carlos Sintas

## Palmarès

### Competizioni nazionali
- Campionato cileno: 3

1974, Clausura 2012, 2023
- Primera B: 1

1966

### Altri piazzamenti
- Copa Chile:

Finalista: 1989, 2013-2014
Semifinalista: 1975, 2008-2009, 2017
- Primera B:

Secondo posto: 1965, 1991, 1994
- Supercopa de Chile:

Finalista: 2024